# Rastorf
Rastorf település Németországban, Schleswig-Holstein tartományban. Lakosainak száma 769 fő (2023. december 31.).

## Népesség
A település népességének változása:
| Lakosok száma | 753  | 812  | 799  | 800  | 811  | 769  |
|               | 1975 | 2017 | 2019 | 2021 | 2022 | 2023 |